# テスラ・モデル3

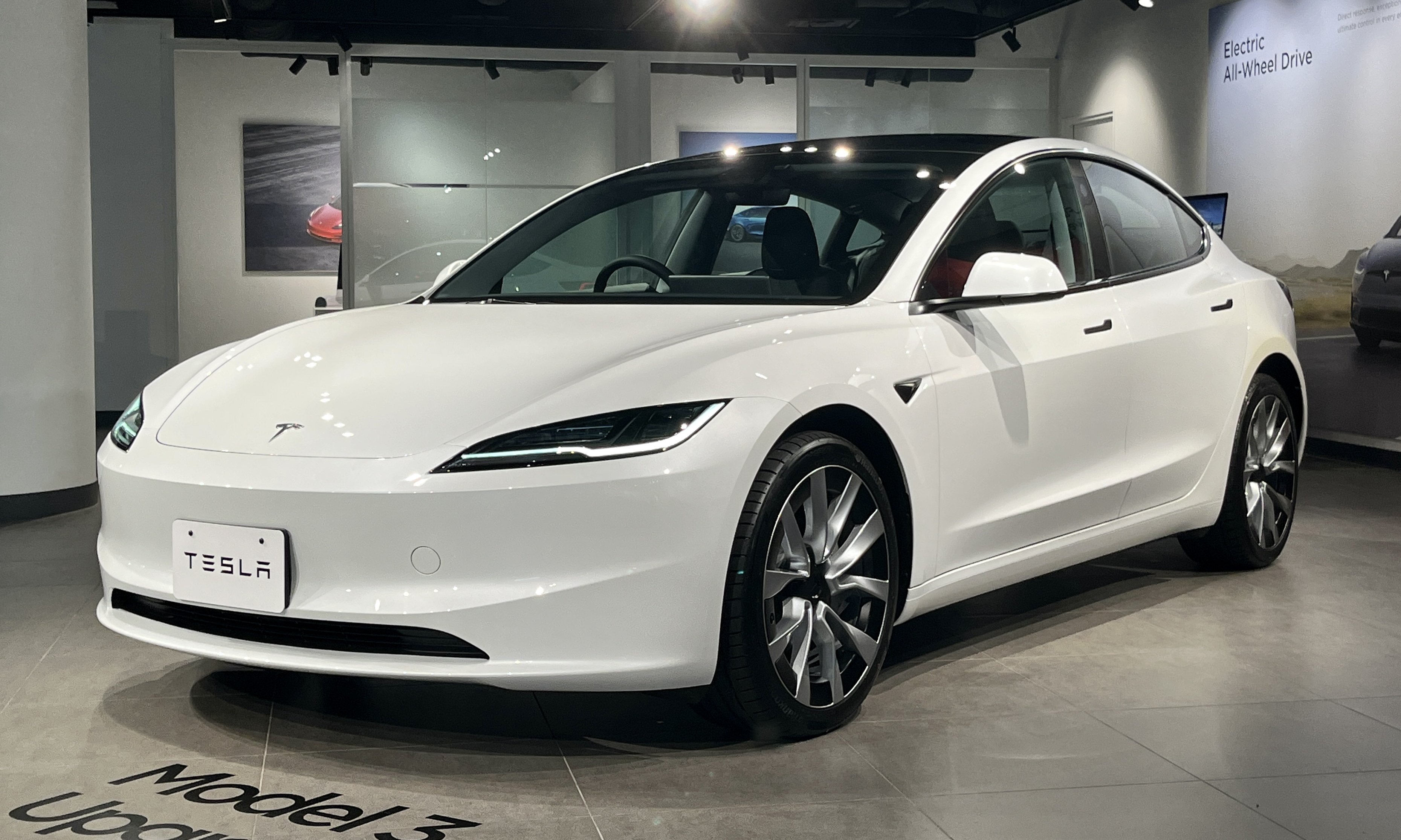
モデル3 Upgraded（2023）フロント

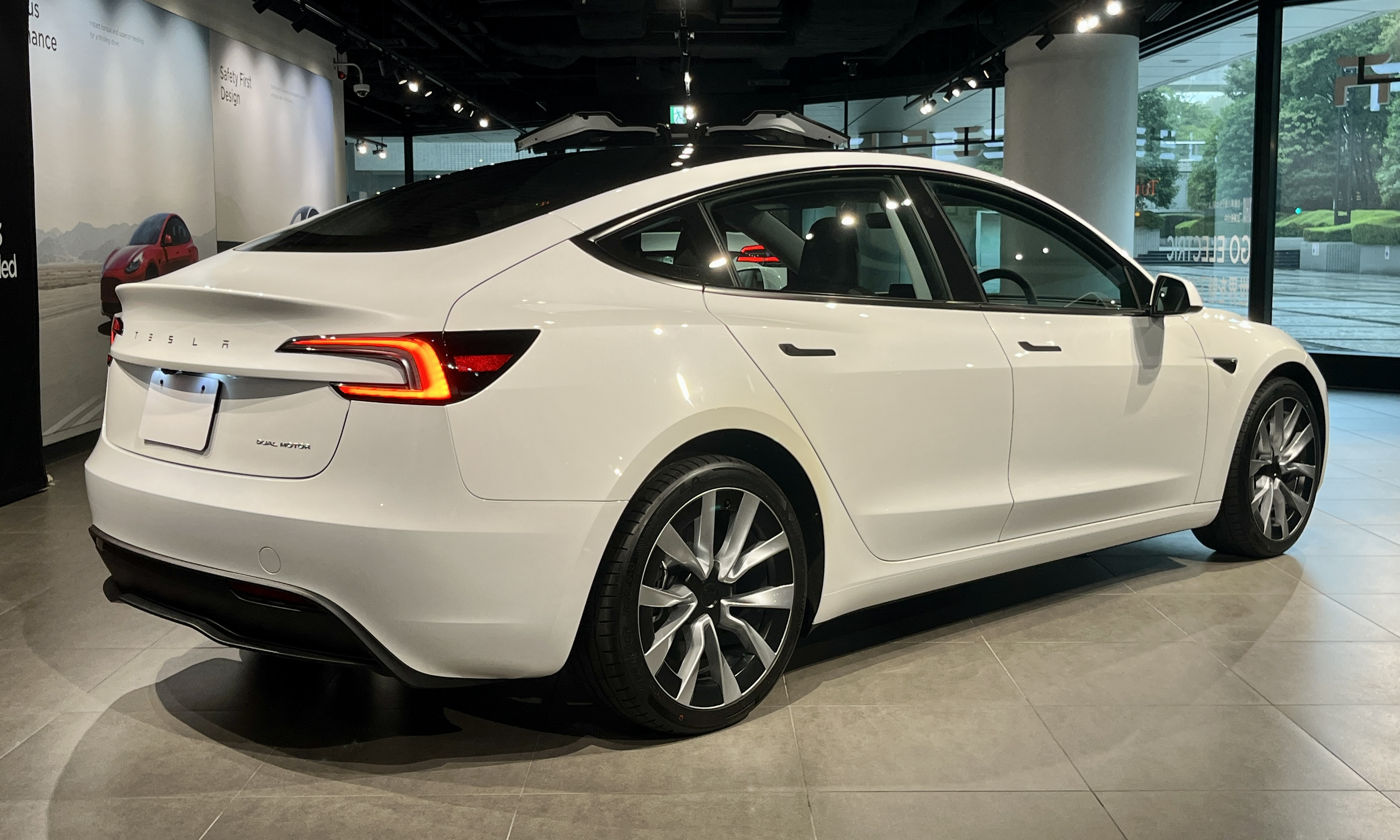
モデル3 Upgraded（2023）リア

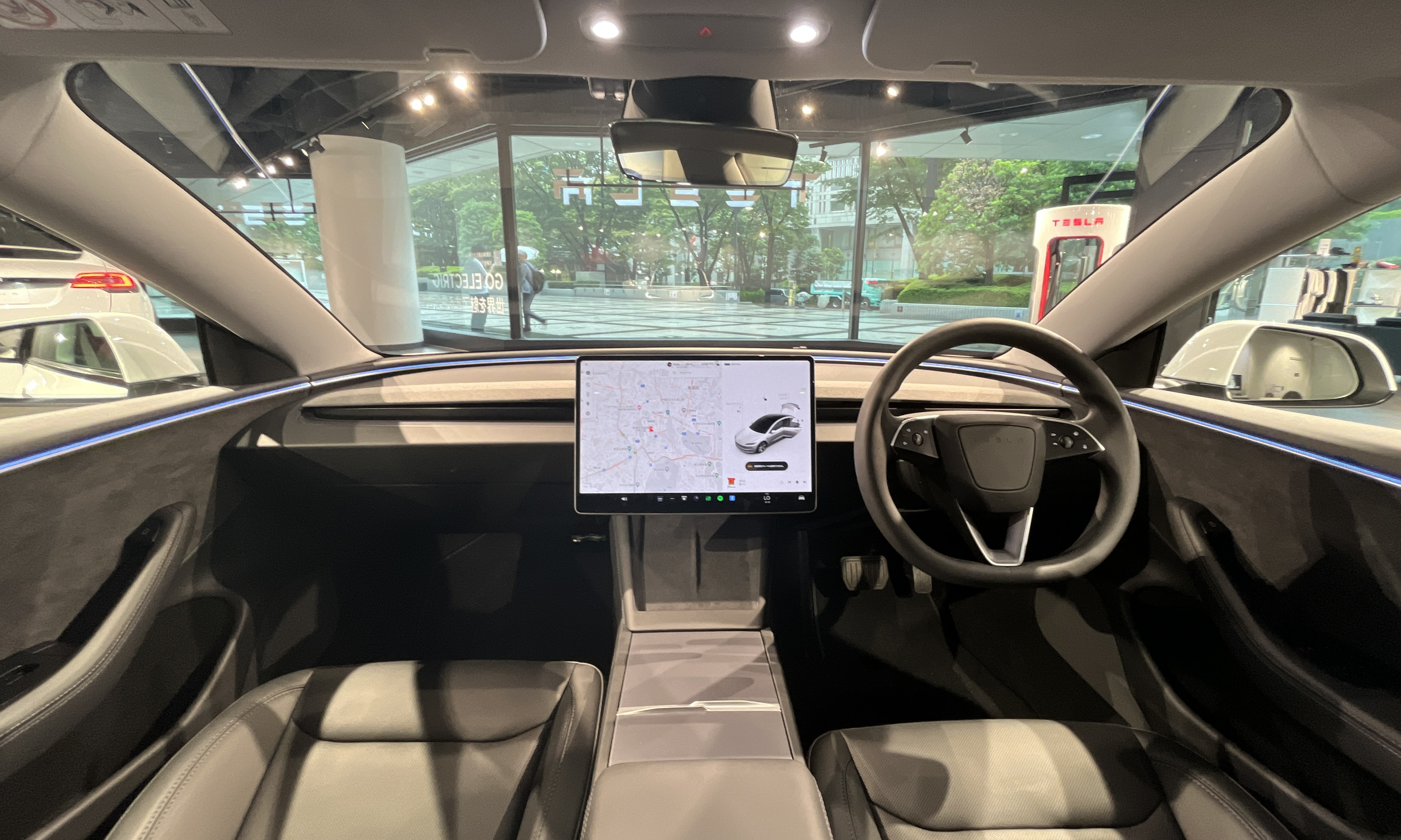
モデル3 Upgraded（2023）インテリア

テスラ・モデル3（Model 3）は、アメリカのテスラが製造するコンパクト・ラグジュアリーセダンタイプの電気自動車である。

## 概要
2016年3月31日に発表、予約受注を開始した。15.4インチの横置きタッチスクリーンを備えるシンプルなデザインのインテリアや、「パフォーマンス」グレードの停止状態から100 km/hまで3.3秒の加速力などを特徴とする。
発表から一週間以内に、2015年末以降に販売されたモデルSの3倍以上の台数である325,000台のモデル3が予約された。これらの予約はUS$140億ドルに達する。 2016年5月15日現在で既にテスラは373,000台の予約を集めた。
日本での受注は2019年5月31日、納車は9月13日から開始された。
サンディー・マンロー率いるMunro & Associatesが解体調査した結果、モデル3の利益率は30 %以上であることが判明し、高級車メーカーの平均利益率8 - 10 %と比較すると際立っていることが指摘されている。
2021年2月に429万円だったベースモデルの価格は、2022年9月に596万円へ上昇した。

## 歴史
正式発表前はブルースター（BlueStar）のコードネームで知られ、2015年の生産開始を目標にしていた。テスラは「その価格を$20,000から$30,000にしたい」とし、テスラのCEOであるイーロン・マスクは2009年9月24日のインタビューで「広く注目を集めるような$30,000以下の車を5年以内に実現できると確信している」と語った。
2010年5月の時点で、トヨタ自動車と提携してカリフォルニア州フリーモントにある停止中のNUMMIの工場で完成車の組み立てを行うことになると公表した。テスラのモデルS生産ラインからの技術もブルースターの生産に取り入れられるとした。
2016年3月31日（日本時間4月1日）、テスラは米国カリフォルニア州でモデル3を初公開、予約受注を開始した。動力性能は、標準的なモデルが0 - 96 km/h加速6秒以内、高性能モデルも計画され、1回の充電での航続距離は346 km以上とした。店舗前にはファンが長蛇の列をつくり、11万5000人余りが予約注文した。
モデル3の生産は2017年7月に開始された。生産台数は、2017年の第四半期に週に5,000台以上、2018年には週に10,000台以上に増産される予定としていた。しかしながら、2017年の第3四半期の決算において、生産プロセスの問題により第3四半期の生産台数はわずか260台、販売台数は220台に留まっていると発表、これに伴って生産予定を2018年第1四半期後半までに週あたり5,000台と修正した。
2018年1月3日に生産計画を2018年の3月までに週2,500台、6月の終わりまでに5,000台の生産をすると発表した。これは当初の計画より6ヶ月の遅れを意味している。同年5月頃から、テスラはカリフォルニア州フリーモント工場の横にフットボール場2個分の大型テントによる工場を増設。イーロン・マスクは、全く新しい組み立てラインを3週間で設営したとのコメントを発表した。同年7月には、証券アナリストが、納期遅れから顧客のキャンセル率が増加し24 %に達していると指摘したが、会社側はキャンセルを上回る予約を受けているとして反論している。
2019年2月28日、テスラは価格が3万5000ドル（当時の為替レートで約390万円）となる「スタンダードレンジ」モデルと、3万7000ドルの「スタンダードレンジプラス」の受注を開始した。
2023年9月1日、テスラはマイナーチェンジモデルとなる「モデル3 Upgraded」を発表した。8日には日本で実車が初公開された。

## デザイン
モデル3のボディサイズは、同じセダンのモデルSに対してコンパクトなサイズになっている。このうち全幅については、日本の機械式駐車場の収容寸法を考慮して設定された。また、電気自動車であり、フロントグリルが無い。
インテリアは、イグニッションボタンやメーターパネルを廃止し、レバーやボタンなどの操作系機構も必要最小限に抑えられている。スマートフォンをキーとして使い、Teslaアプリとやり取りすることでオーナーを個人認証して解錠する。スペアキーが必要な時のために、NFC方式のカードキーや、オプションのキーフォブも存在する。ほとんどの操作はセンターコンソールの15.4インチの横置きタッチスクリーンパネルで行う。

## 仕様
モデル3は、パナソニックと共同でギガファクトリー1で生産する「2170」と呼ばれる新型バッテリーセルを採用した。マスクCEOは、「世界で最も優れたセルであると同時に、最も安価なセル」になると語った。
| バッテリー     | スタンダードレンジ                                                                                              | スタンダードレンジ プラス                                                                                       | ミッドレンジ | ロングレンジ | ロングレンジ | ロングレンジ                                                                 |
| パワートレイン | RWD | RWD | RWD | RWD | デュアルモーター AWD                                                                                            | デュアルモーター AWD パフォーマンス                                          |
| -------------- | --- | --- | --- | --- | --- | ---------------------------------------------------------------------------- |
| 生産           | 2019年3月 – 現在                                                                                                | 2019年3月 – 現在                                                                                                | 2018年10月 – 2019年3月                                                                                          | 2017年7月 – 2018年10月、 2019年3月 – 6月                                                                        | 2018年7月 – 現在                                                                                                | 2018年7月 – 現在                                                             |
| 日本での販売   | なし | 2019年9月 – 現在                                                                                                | なし | なし | 2019年9月 – 現在                                                                                                | 2019年9月 – 現在                                                             |
| 加速           | 5.6秒で 0–60 mph (0–97 km/h)                                                                                    | 5.3秒で0–60 mph (0–97 km/h) 5.6秒で0–100 km/h (0–62 mph)                                                        | 5.2秒で0–60 mph (0–97 km/h)                                                                                     | 5.0秒で0–60 mph (0–97 km/h)                                                                                     | 4.5秒で0–60 mph (0–97 km/h) 4.7秒で0–100 km/h (0–62 mph)                                                        | 3.2秒で0–60 mph (0–97 km/h) 3.4秒で0–100 km/h (0–62 mph)                     |
| 最高速度       | 130 mph (209 km/h)                                                                                              | 140 mph (225 km/h)                                                                                              | 140 mph (225 km/h)                                                                                              | 140 mph (225 km/h)                                                                                              | 145 mph (233 km/h)                                                                                              | 162 mph (261 km/h)                                                           |
| ホイール       | 直径18インチ (457 mm) 幅8.5インチ (216 mm) 21.3 lb (9.7 kg) エアロホイールカバー2 lb (0.91 kg) タイヤ:235/45R18 | 直径18インチ (457 mm) 幅8.5インチ (216 mm) 21.3 lb (9.7 kg) エアロホイールカバー2 lb (0.91 kg) タイヤ:235/45R18 | 直径18インチ (457 mm) 幅8.5インチ (216 mm) 21.3 lb (9.7 kg) エアロホイールカバー2 lb (0.91 kg) タイヤ:235/45R18 | 直径18インチ (457 mm) 幅8.5インチ (216 mm) 21.3 lb (9.7 kg) エアロホイールカバー2 lb (0.91 kg) タイヤ:235/45R18 | 直径18インチ (457 mm) 幅8.5インチ (216 mm) 21.3 lb (9.7 kg) エアロホイールカバー2 lb (0.91 kg) タイヤ:235/45R18 | 直径20インチ (508 mm) 幅8.5インチ (216 mm) 21.3 lb (9.7 kg) タイヤ:235/35R20 |
| AC充電         | 1時間の充電あたり30マイル (48 km) 走行分 (240V, 32A)                                                            | 1時間の充電あたり30マイル (48 km) 走行分 (240V, 32A)                                                            | 1時間の充電あたり30マイル (48 km) 走行分 (240V, 32A)                                                            | 1時間の充電あたり44マイル (71 km) 走行分 (240V, 48A)                                                            | 1時間の充電あたり44マイル (71 km) 走行分 (240V, 48A)                                                            | 1時間の充電あたり44マイル (71 km) 走行分 (240V, 48A)                         |
| モーター       | 永久磁石同期リラクタンスモータ 後輪                                                                             | 永久磁石同期リラクタンスモータ 後輪                                                                             | 永久磁石同期リラクタンスモータ 後輪                                                                             | 永久磁石同期リラクタンスモータ 後輪                                                                             | 永久磁石同期リラクタンスモータ 後輪、誘導モータ 前輪                                                            | 永久磁石同期リラクタンスモータ 後輪、誘導モータ 前輪                         |
| トルク         | 未公表 | 未公表 | 未公表 | 未公表 | 未公表 | 471 lb⋅ft (639 N⋅m) combined                                                 |

標準装備
- 世界の電圧と電流の充電の互換性
- スーパーチャージャーは有料で使用可能[47]
- 標準的なアクティブセーフティに使用される、完全自動運転対応ハードウェア（完全自動運転対応機能は、「完全自動運転 対応機能」オプションを適用した車両で将来実現予定）[48][49]
- 後部12 cu. ft.（340 L）および前部3 cu. ft.（85 L）のトランク、総容積15 cu. ft.（425 L） [47]
- 60:40分割可倒式後部座席[50][51]
- インストルメントクラスタとインフォテインメントを組み合わせた横置きのセンターマウント型15.4インチ（39 cm）LCDタッチスクリーン[52]
- 車両アクセス用のNFCキーカードとBluetoothスマートフォン接続[53]
- 1枚のガラスで作られた後部屋根[47]
- 18インチ（460 mm）ホイール

## 安全性能

### 米運輸省当局へのガイドライン違反と中止通告
アメリカ合衆国運輸省道路交通安全局（NHTSA）が実施した衝突安全テストでは、同局で発行する最高の評価である総合安全レーティングの5つ星を獲得している。前面衝突、側面衝突、および横転の各カテゴリーで5つ星を取得し、サイドバリア、ポール衝突などのサブカテゴリーでもすべて満点だった。
そしてこの結果を踏まえ、テスラは公式サイトでモデル3がこれまでにNHTSAによってテストされた自動車の中で負傷する可能性が最も低い車であると自社のサイトで宣伝した。
これを受け、NHTSAは5つ星以上の安全性を区別しておらず、誤解を招くとしてテスラに対して措置命令を出した。NHTSAはモデル3が他の5つ星評価の車両よりも安全であるかどうかをテスト結果によって判断することは不可能であるとし、またこのような誤解を招く主張はNHTSAのガイドラインに反すると警告した。
テスラはこの命令を拒否した。

### ユーロNCAPと米国道路安全保険協会
2019年7月3日、サッチャムはユーロNCAPに基づいて実施しているテストで、モデル3は5つ星満点の評価だったと発表した。衝突試験においてモデル3は、成人の保護性能について96パーセント、子どもについては86パーセント、歩行者などの交通弱者に対しては74パーセントだった。「セーフティ・アシスト」（アクティブセーフティ）のスコアは94パーセントで、同カテゴリーの試験における最高水準だった。
2019年9月19日、米国道路安全保険協会はモデル3を、安全性評価格付けで最高の「トップ・セーフティー・ピック＋（プラス）」に認定、耐衝撃性に関する各種試験で全般的に「グッド（優）」の評価を受けた。

### オートパイロット作動中の事故
モデル3を含むテスラの車両には、操舵・加減速を自動的に行うオートパイロットが搭載されている。2019年3月1日にフロリダ州で起きたモデル3の死亡事故に関して、2019年5月16日、アメリカ国家運輸安全委員会は、事故発生時当該車両でオートパイロットが作動中であり、衝突8秒未満前から衝突まで、車両はハンドル上に運転手の手を検知していなかったとする暫定調査結果を公表した。

## 生産の遅れと回復
モデル3の生産は、2017年7月に開始され生産台数は、2017年の第四半期に週に5,000台以上、2018年には週に10,000台以上に増産される予定としていた。
しかしながら2017年の第3四半期の決算において生産プロセスの問題により第3四半期の生産台数はわずか260台、販売台数は220台に留まっていると発表した。これに伴い生産予定を2018年第1四半期後半までに週あたり5000台と修正した。
2018年1月3日に生産計画を2018年の3月までに週2500台、6月の終わりまでに5000台の生産をすると発表した。これは当初の計画より6ヶ月の遅れを意味している。
同年5月頃から、テスラはカリフォルニア州フリーモント工場の横にフットボール場2個分の大型テントによる工場を増設。イーロン・マスクは、全く新しい組み立てラインを三週間で設営したとのコメントを発表した。同年7月には、証券アナリストが納期遅れから顧客のキャンセル率が増加し24%に達していると指摘したが、会社側はキャンセルを上回る予約を受けているとして反論している。
一方で、テスラは2020年から高性能ダイカストマシンであるギガプレスを導入。モデル3の一部では、171点もあった部品を鋳造により一体的に製造し、わずか2点に減らすことに成功。生産効率も上昇した。